# ミルコ・マルヤノヴィッチ
ミルコ・マルヤノヴィッチ（Mirko Marjanović, 1937年7月27日 - 2006年2月21日）は、セルビアの元首相。スロボダン・ミロシェヴィッチ率いるセルビア社会党の高級幹部を務めた。1989年からパルチザン・ベオグラードの総裁・名誉会長にも就いた。
当時ユーゴスラビアだったKnin生まれ。父親は工場で働き、母親は主婦という労働者階級に生まれた。4人の兄弟と2人の姉妹がいる。地元のギムナジウムを卒業後、ザグレブのミュージカル・アカデミーで学び始めるが中断。次にベオグラードに移り、ベオグラード大学でミクロ経済学を学び1960年に卒業。